# 玉村大橋
玉村大橋（たまむらおおはし）は群馬県佐波郡玉村町にある橋で利根川に架かる。路線は群馬県道40号藤岡大胡線バイパス。
福島橋が通勤ラッシュで混雑する為、その回避として造られた。

## 概要
橋長218メートル、幅員10.65メートル（車道7.75メートル、歩道2.9メートル）、支間長72.3メートル（支間割72.3 m＋72.3 m＋72.3 m）の鋼連続箱桁橋である。橋台や橋脚は4車線分あり、上流側半橋が暫定2車線で共用されている。橋軸が河川に対して斜角が付けられた斜橋となっている。
橋は2000年（平成12年）完工され、2001年（平成13年）12月に開通された。施工会社は駒井鐵工所（現駒井ハルテック）、東綱橋梁、巴組鐵工所で、
架設工法としてトラッククレーンベント工法、およびトラベラクレーン（TRC）架設機による片持ち式工法が用いられた。

## 周辺
- 玉村町立玉村中学校
- 玉村町障害者福祉センターのばら

## 隣の橋
- 利根川

北関東自動車道 - 福島橋 - 玉村大橋 - 伊勢玉大橋 - 五料橋